# Aiguille de Roselette
L'aiguille de Roselette est une montagne de France située dans le massif du Beaufortain, entre la Savoie et la Haute-Savoie.

## Géographie
S'élevant à 2 384 mètres d'altitude, elle domine le col du Joly au nord-ouest, le val Montjoie au nord-est et à l'est et le Beaufortain à l'ouest. Elle est séparée au sud de la tête de la Cicle par le col de la Fenêtre. Son flanc oriental est inclus dans la réserve naturelle nationale des Contamines-Montjoie.
À ses pieds dans le val Montjoie à l'est se trouvent les refuges de Nant Borrant, des Prés et de la Balme par lesquels passent les GR E2, du GR 5, du Tour du Mont-Blanc et du GRP Tour du Pays du Mont-Blanc et GRP Tour du Beaufortain.

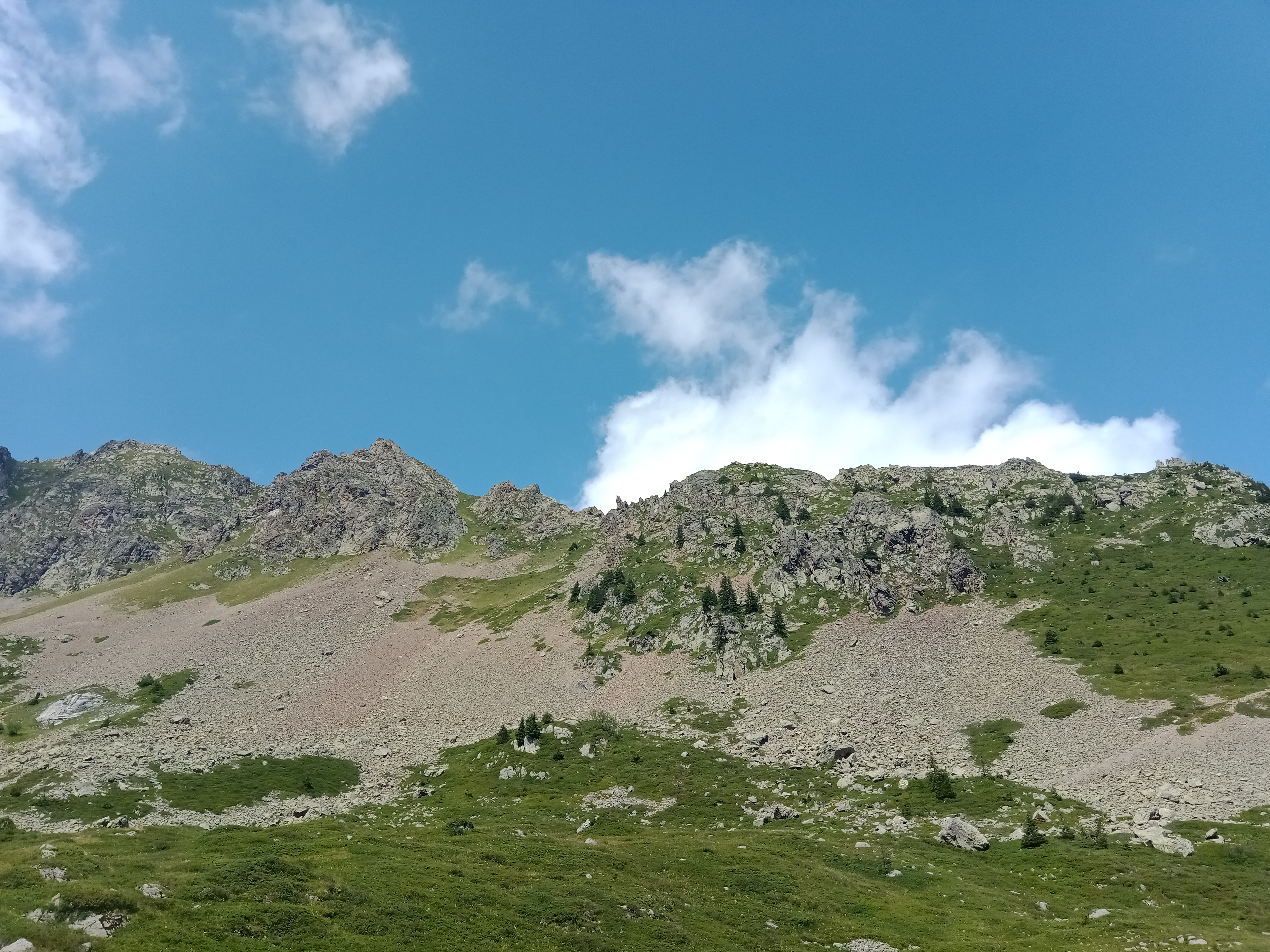
Face orientale de l'aiguille depuis le Plan de la Fenêtre à l'est.

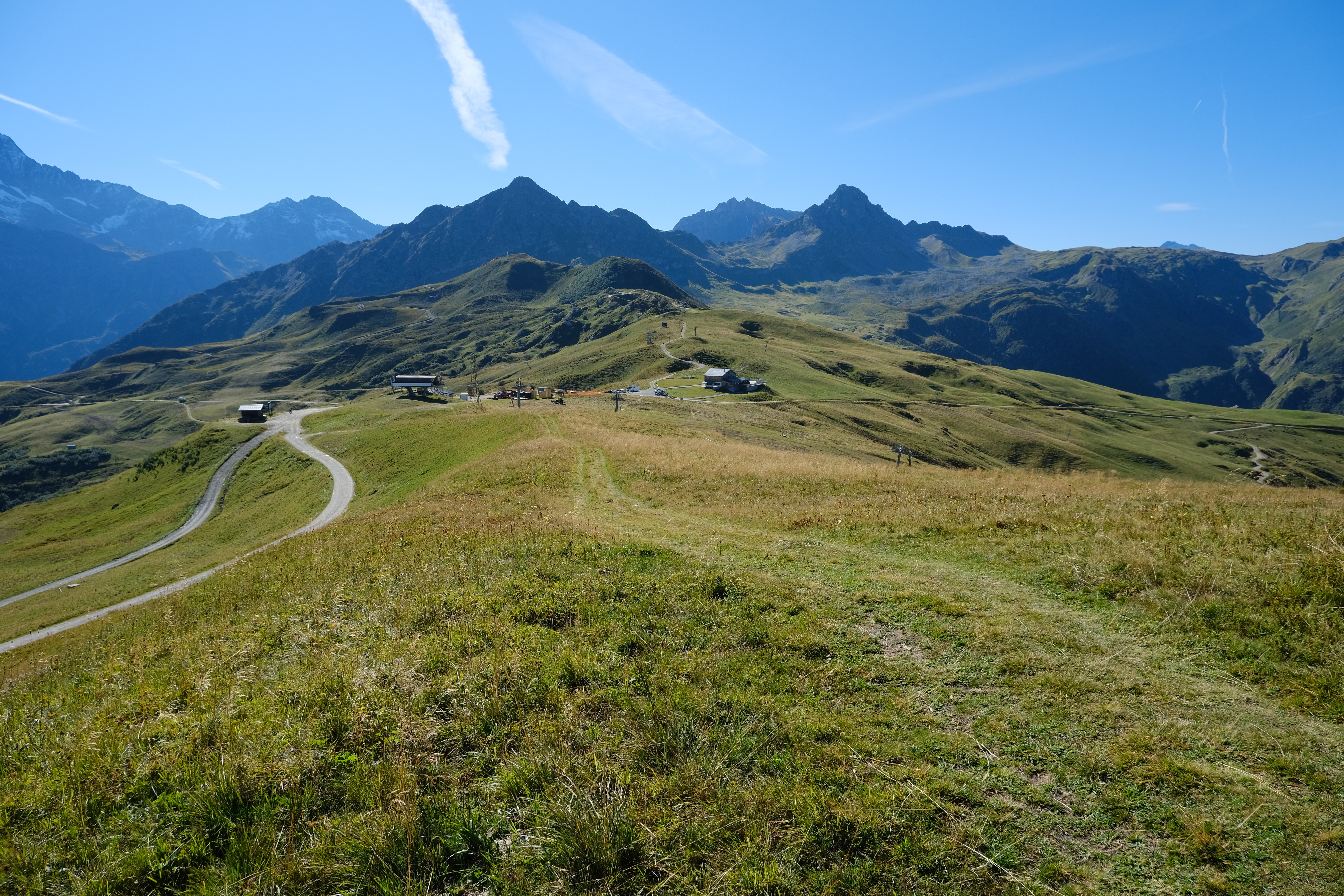
Vue depuis le pied de l'aiguille Croche en direction du sud-est du col du Joly avec l'aiguille de Roselette à gauche et la tête de la Cicle à droite, entre les deux en arrière-plan les aiguilles de la Pennaz.